# David Reivers
David Reivers, né le 24 novembre 1958 à Kingston en Jamaïque, est un acteur, père de Corbin Bleu.